# Laguna Jeche
Por laguna Jeche se conoce un salar, un lago que constituyen una cuenca endorreica ubicada sobre la frontera de Argentina y Chile, en la Provincia de Jujuy y la Región de Antofagasta respectivamente, entre el salar de Incahuasi al oeste y el salar del Rincón al este. La laguna está ubicada en Argentina.: 31 

## Ubicación y descripción
Las características más relevantes de la cuenca son:: 35 
- Altitud mínima: 4239 m s. n. m.
- Altitud máxima: 5208 m s. n. m.
- Altitud media: 4530 m s. n. m.
- Perímetro: 83 km
- Área: 182 km²

(Estos datos no incluyen a la cuenca endorreica independiente que la fuente citada llama sub-Jeche, ubicada al noroeste de la Jeche.)
El nombre Jeche no aparece en el mapa de ubicación de la ficha de la derecha, pero sí una laguna sobre el límite en la zona de marras. El nombre Jeche si aparece en el mapa del IGM de 2006.